# Fraternità dei sacerdoti operai diocesani del Sacro Cuore di Gesù
La Fraternità dei sacerdoti operai diocesani del Sacro Cuore di Gesù (in latino Sodalitas Sacerdotum Operariorum Dioecesanorum a Corde Iesu, in spagnolo Hermandad de Sacerdotes Operarios Diocesanos del Corazón de Jesús) è un'associazione pubblica clericale di diritto pontificio: i membri del sodalizio pospongono al loro nome la sigla S.O.D.

## Storia
La fraternità venne fondata il 29 gennaio 1883 a Tortosa dal sacerdote spagnolo Manuel Domingo y Sol (1836–1909). Il suo scopo era quello di fomentare le vocazioni ecclesiastiche e dirigere il Collegio de S. José istituito a tal fine da Domingo y Sol: rapidamente sorsero anche altri seminari posti sotto il patrocinio di san Giuseppe gestiti dai sodali della fraternità (a Valencia, Murcia, Orihuela).
L'istituto venne eretto canonicamente dal vescovo di Tortosa il 1º gennaio del 1886 e ottenne il pontificio decreto di lode il 1º agosto del 1898; il 19 marzo 1927 venne approvata dalla Santa Sede come società di vita comune senza voti. I sacerdoti operai diocesani poterono così iniziare a espandersi anche al di fuori della penisola iberica (Messico, Uruguay, Argentina, Perù).
Il 23 marzo 1935 si trasformò in istituto secolare e, come tale, venne nuovamente approvato dalla Santa Sede il 19 marzo del 1952: da questa data, i membri dell'istituto iniziarono ad affiancare all'insegnamento nei seminari la gestione di centri di orientamento vocazionale.
L'11 gennaio 2008 papa Benedetto XVI ha concesso alla Congregazione per il Clero il privilegio di poter concedere anche alle associazioni pubbliche la facoltà di incardinare i membri: i sacerdoti operai diocesani, non ritenendo più adatta la configurazione di istituto secolare, hanno ottenuto il riconoscimento come associazione pubblica clericale.

## Finalità e diffusione
Finalità dell'istituto sono: favorire, sostenere e guidare le vocazioni ecclesiastiche e religiose; educare cristianamente la gioventù; propagare la devozione al Sacro Cuore di Gesù e la spiritualità espiatoria e riparatrice.
I membri della fraternità sono circa 250 e sono presenti in Spagna, Italia, Germania, Argentina, Messico, Venezuela, Stati Uniti d'America, Zambia e Zimbabwe; la sede generalizia è a Roma, in via della Cava Aurelia 145.